# Attagenus flexicollis
Attagenus flexicollis es una especie de coleóptero de la familia Dermestidae.

## Distribución geográfica
Habita en Mozambique y Sudáfrica.